# Epafrás
Epafrás, en griego antiguo Ἐπαφράς (siglo I), fue un predicador cristiano que evangelizó a los colosenses, y es considerado el fundador de la Iglesia de Colosas (Colosenses 1:7). Es mencionado dos veces en el Nuevo Testamento, en la Epístola a los colosenses, y en la Epístola a Filemón. Cuando San Pablo fue hecho prisionero en Roma, Epafrás acudió a él con noticias favorables relacionadas con la iglesia colosense. Permaneció con Pablo en Roma y fue, en cierto sentido, su «compañero de prisiones» (Filemón 1:23-24). Pablo dio testimonio de la perseverancia que Epafrás tuvo en la oración por Colosas, y de su trabajo tanto allí como en Laodicea y Hierápolis. (Colosenses 4:12-13)